# Sherlock Holmes’ Buch der Fälle

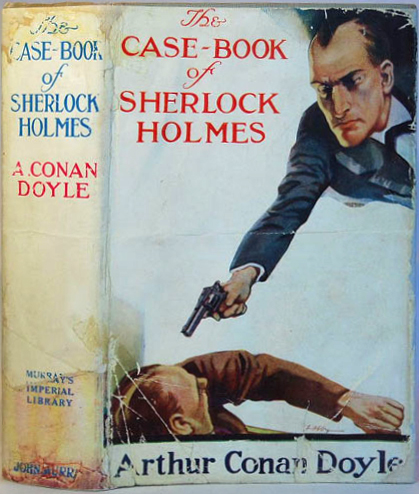
Buchcover der englischsprachigen Erstausgabe

Sherlock Holmes’ Buch der Fälle (Original: The Case Book of Sherlock Holmes) ist eine von Arthur Conan Doyle geschriebene Sammlung von zwölf Krimi-Kurzgeschichten um seinen berühmten Detektiv Sherlock Holmes und dessen Freund Dr. Watson, die 1927 in Großbritannien veröffentlicht wurde.

## Entstehung
Das Buch der Fälle enthält die letzten zwölf Sherlock-Holmes-Erzählungen, die Doyle zwischen 1921 und 1927 schrieb. Zuvor hatte der Autor bereits in Seine Abschiedsvorstellung acht Detektivgeschichten zusammengefasst. Die einzelnen Episoden des Buchs der Fälle wurden, wie es bei Doyles Kurzgeschichten allgemein üblich war, zunächst einzeln in Zeitschriften veröffentlicht und danach in einem Sammelband als Buch auf den Markt gebracht. Sherlock Holmes’ Buch der Fälle wurde zeitgleich in Großbritannien und den USA im Juni 1927 veröffentlicht. Allerdings gab es Differenzen bezüglich der Schreibweise des Titels. So sprach die englische Ausgabe von einem Case-Book, die amerikanische von einem Case Book und spätere Auflagen gar von einem „Casebook“.

## Inhalt
Das Buch enthält zwölf Kurzgeschichten, die in der deutschen Version jeweils rund 30 bis 40 Seiten umfassen. Die Buchstaben in eckigen Klammern bezeichnen die inzwischen fest etablierten Abkürzungen. Dieser letzte Band mit Sherlock-Holmes-Abenteuern unterscheidet sich von früheren Werken dadurch, dass nicht alle Geschichten aus Watsons Perspektive erzählt werden. In den Geschichten Der erbleichte Soldat und Die Löwenmähne fungiert Holmes selbst als Erzähler; das Abenteuer Der Mazarin-Stein wird in der dritten Person geschildert.
The Illustrious Client [ILLU], 1924 (Der illustre Klient)
The Blanched Soldier [BLAN], 1926 (Der erbleichte Soldat)
The Mazarin Stone [MAZA], 1921 (Der Mazarin-Stein)
The Three Gables [3GAB], 1926 (Die Drei Giebel)
The Sussex Vampire [SUSS], 1924 (Der Vampir von Sussex)
The Three Garridebs [3GAR], 1924 (Die drei Garridebs)
The Problem of Thor Bridge [THOR], 1922 (Das Rätsel der Thor-Brücke)
The Creeping Man [CREE], 1923 (Der Mann mit dem geduckten Gang)
The Lion’s Mane [LION], 1926 (Die Löwenmähne)
The Veiled Lodger [VEIL], 1927 (Die verschleierte Mieterin)
Shoscombe Old Place [SHOS], 1927 (Shoscombe Old Place)
The Retired Colourman [RETI], 1926 (Der Farbenhändler im Ruhestand)

### Der illustre Klient
Die junge Adlige Violet de Merville hat sich in Baron Gruner verliebt und ignoriert dessen kriminelle Vergangenheit. Holmes versucht Violet mit Unterstützung von Gruners ehemaliger Geliebter Kitty Winter zu überzeugen, dass die Beziehung eine Gefahr birgt. Als Holmes durch einen Anschlag verletzt wird, schickt er Watson unter dem Vorwand eines Gesprächs über chinesisches Porzellan zu Gruner und gelangt so an ein Buch, das Gruner inkriminiert.

### Der erbleichte Soldat
James M. Dodd bittet Holmes um Hilfe, weil er seit einiger Zeit nichts mehr von seinem Kameraden Godfrey Emsworth von der Yeomanry gehört hat, mit dem er gemeinsam im Burenkrieg kämpfte. Als Dodd die Familie Emsworth besuchte, sah er seinen Freund nachts mit sehr blassem Gesicht. Holmes findet heraus, dass Godfrey an Lepra erkrankt und deshalb in einem Gartenhaus isoliert ist. Der Soldat erzählt schließlich, dass er sich in einem Krankenhaus in Südafrika infiziert habe.

### Der Mazarin-Stein
Holmes ist auf der Suche nach einem gestohlenen Kronjuwel. Er lockt Graf Sylvius, der den Mazarin-Stein gestohlen hat, zusammen mit dessen gewalttätigem Partner Merton in die Baker Street 221b. Mit Hilfe einer Wachsfigur, wie er sie bereits in dem Abenteuer Das leere Haus verwendet hat, überwältigt er die Kriminellen und kann den wertvollen Stein seinem rechtmäßigen Besitzer zurückgeben.

### Die Drei Giebel
Lady Maberley wird gedrängt, ihr Haus samt Inhalt zu verkaufen. Als es dann noch zu einem Einbruch kommt, entdeckt Holmes ein Manuskript. Darin äußert sich Maberleys Sohn Douglas kritisch über eine ehemalige Geliebte. Diese Isadora Klein versuchte mit allen Mitteln, an das Manuskript zu kommen, um es zu vernichten.

### Der Vampir von Sussex
Robert Ferguson ist um die Sicherheit seines jüngsten Kindes besorgt, seit er angeblich gesehen hat, dass seine Frau dem Baby wie ein Vampir in den Hals gebissen hat. Holmes erkennt jedoch angesichts eines hinkenden Hundes und des eifersüchtigen Sohnes, dass Mrs Ferguson sehr fürsorglich gehandelt hat. Der vermeintliche Vampirbiss diente dazu, Gift aus dem Körper des Kindes zu saugen.

### Die drei Garridebs
Der US-Amerikaner John Garrideb berichtet von einem seltsamen Erbe, das er bekommen könne, wenn er zwei weitere Männer mit seinem seltenen Nachnamen findet. Nathan Garrideb, einen alten Wissenschaftler, hat er bereits gefunden. Einige Tage später präsentiert er eine Anzeige mit dem Namen eines dritten Garrideb und schickt Nathan zu ihm. Doch Holmes hat John anhand sprachlicher Abweichungen zwischen britischem und amerikanischem Englisch als Killer Evans entlarvt und überwältigt den Verbrecher, als dieser eine Münzprägemaschine aus Nathans Haus zu stehlen versucht.

### Das Rätsel der Thor-Brücke
siehe Das Rätsel der Thor-Brücke

### Der Mann mit dem geduckten Gang
Trevor Bennett hat beobachtet, wie sich sein Chef Presbury, Professor für vergleichende Anatomie, in bestimmten Nächten seltsam verhält. Der Wissenschaftler bewegt sich in nach vorne gebeugter Haltung und klettert an Wänden hoch. Außerdem wird er von seinem Hund angegriffen, wie Holmes und Watson selbst sehen. Die Erklärung liefert ein nur an Languren getestetes Medikament, das der Professor als Jungbrunnen nutzen wollte, um auf eine junge Frau interessanter zu wirken.

### Die Löwenmähne
Holmes lebt an der Küste von Sussex, als er mit dem rätselhaften Tod des Lehrers McPherson konfrontiert wird. Der Mann lag tot am Ufer und hatte rote Striemen auf dem Rücken. Seine unverständlichen letzten Worte waren „die Löwenmähne“. Während der Ermittlungen erleidet der Hauptverdächtige Murdoch die gleichen Wunden wie McPherson. In John George Woods Buch Out of Doors findet Holmes den Mörder: die auch unter dem Namen Löwenmähne bekannte Qualle Cyanea Capillata, die Gelbe Haarqualle.

### Die verschleierte Mieterin
Holmes muss nicht selbst ermitteln, sondern sich die Geschichte von Mrs. Ronder anhören, wodurch er Klarheit über einen zurückliegenden, mysteriösen Todesfall erhält. Die Frau des Zirkus-Artisten Ronder liebte den Akrobaten Leonardo und wollte mit dessen Hilfe ihren gewalttätigen Gatten töten. Der Mord sollte wie ein Unfall mit Ronders Löwen aussehen. Nachdem Leonardo mit einer besonders präparierten, mit Stahlnägeln versehenen Bleikeule Ronder getötet hatte, öffnete Ronders Frau den Löwenkäfig. Doch der verstörte Löwe zerfleischte das Gesicht der Frau, wobei Leonardo zu verängstigt war, um einzugreifen. Die entstellte Frau hat mit ihrem Leben abgeschlossen, doch Holmes kann sie trösten, und zwei Tage später schickt sie ihm ein von ihr schon bereitgehaltenes, aber verschmähtes Fläschchen Blausäure.

### Shoscombe Old Place
Der auf Gut Shoscombe lebende Reiter Sir Robert Norberton muss das nächste Rennen unbedingt gewinnen, weil er durch die Abhängigkeit von seiner Schwester, Lady Beatrice, in finanziellen Nöten ist. Außerdem berichtet der Pferdetrainer Mason, dass Norberton nachts eine alte Gruft aufsuchte. Nach einigen Untersuchungen vor Ort überraschen Holmes und Watson den Reiter in der Gruft. Er erklärt ihnen, dass seine Schwester eine Woche vor dem wichtigen Rennen gestorben sei, womit der Nießbrauch des Gutes endete. Um die Tatsache bis zum Rennen zu vertuschen, versteckte er die Leiche in der Gruft und ließ den Mann der Zofe die Rolle seiner Schwester übernehmen.

### Der Farbenhändler im Ruhestand
siehe Der Farbenhändler im Ruhestand

## Bedeutung
Sherlock Holmes’ Buch der Fälle gehört zu den Werken aus Doyles zweiter Schaffensperiode nach dem Tod Holmes in Die Memoiren des Sherlock Holmes und seiner Wiederauferstehung in Die Rückkehr des Sherlock Holmes. Das Buch der Fälle ist der letzte Holmes-Band und zählt wie auch Die Rückkehr des Sherlock Holmes und Seine Abschiedsvorstellung zu den weniger bekannten Sherlock-Holmes-Bänden.

## Ausgaben
- Arthur Conan Doyle: Sherlock Holmes Buch der Fälle. Übersetzt von Hans Wolf, Haffmans Zürich 1987, ISBN 3-251-20108-5
- gleiche Übersetzung (Neuausgabe): Kein und Aber, 2005, ISBN 978-3-0369-5151-5
- gleiche Übersetzung (Taschenbuch): insel Taschenbuch Nr. 3321, 2007, ISBN 978-3-458-35021-7
- Arthur Conan Doyle: Sherlock Holmes' Buch der Fälle. Übersetzt von Henning Ahrens. Fischer Taschenbuch, Frankfurt am Main 2019, ISBN 978-3-596-29899-0.
- Arthur Conan Doyle: Sherlock Holmes' Buch der Fälle. Übersetzt von Henning Ahrens. Coppenrath, Münster 2025, ISBN 978-3-649-65016-4.